# Ирши
Ирши (турски: İrşi) је тип митског бића или легендарног бића налик на виле у турском фолклору, облик духа, који се често описује као натприродан или натприродан.

## Карактеристике
Ирши се описује као биће човечјег (лепа девојка) изгледа и има магичне моћи, иако се често приказују као млади, понекад крилати, високи, блистави, анђеоски духови. Ирши је прелепо, натприродно женско биће. Приказана је као љубазна, нежна и слатка. Они су млади и елегантни и врхунски у плесној уметности. Ирши не може лагати. Различите животиње су такође описане као Ирши. Понекад је то резултат промене облика ових вила.

### Ирши као зли дух
У фолклору се различито сматрају "природном", али скривеном врстом, као духови мртвих, или као потомци палих анђела или демона. У многим легендама, Ирши су склони киднаповању људи, било као бебе, остављајући нешто друго уместо њих, или младића и девојака. Ово може бити неко време или заувек, а може бити мање или више опасно за киднаповане. Појављују се само ноћу или увече. У туркијском фолклору имају ватрене очи.

### Ирши као добродушни дух
У неким причама, Ирши је вила са магичним моћима која некоме делује као ментор. Обично Ирши штити Тигина (принца) или Бегума (принцезу) и јунака приче, а Ирши користи своју магију да им помогне или их на други начин подржи.